# Ibach (Wipperfürth)
Ibach ist eine Ortschaft von Wipperfürth im Oberbergischen Kreis im Regierungsbezirk Köln in Nordrhein-Westfalen (Deutschland).

## Lage und Beschreibung
Die Ortschaft liegt im Osten von Wipperfürth im Tal der Wupper an der Bundesstraße B237. Nachbarorte sind Neuensturmberg, Böswipper, Boxbüchen und Klaswipper. Die Bäche Ibach und der Klaswipperbach münden am südlichen Ortsrand in die Wupper. Der Ecksiefen mündet im Ort in den Ibach.
Politisch wird der Ort durch den Direktkandidaten des Wahlbezirks 13 (130) Ohl und Claswipper im Rat der Stadt Wipperfürth vertreten.

## Geschichte
Die topografische Karte (Preußische Neuaufnahme) der Jahre 1894 bis 1896 zeigt an der Stelle des heutigen Ibach eine Sägemühle, einen Friedhof und umgrenzte Hofräume. Eine Benennung des Ortes erfolgt darin nicht. 1927 ist laut topografischer Karte aus der Sägemühle ein Sägewerk geworden und eine Molkerei an der Straße Richtung Klaswipper dazu gekommen. 1962 ist das Sägewerk und 1974 letztmals die Molkerei in den topografischen Karten vermerkt.

## Busverbindungen
Über die Bushaltestellen Böswipper und Friedhof der Linie 336 (VRS/OVAG) ist eine Anbindung an den öffentlichen Personennahverkehr gegeben.

## Wanderwege
Der vom SGV ausgeschilderte Rundwanderweg A1 und der Wipperfürther Rundweg führen durch den Ort.